# Contato visual
Contato visual (português brasileiro) ou contacto visual (português europeu) é uma situação na qual dois indivíduos se olham um ao outro ao mesmo tempo fixando os olhos.

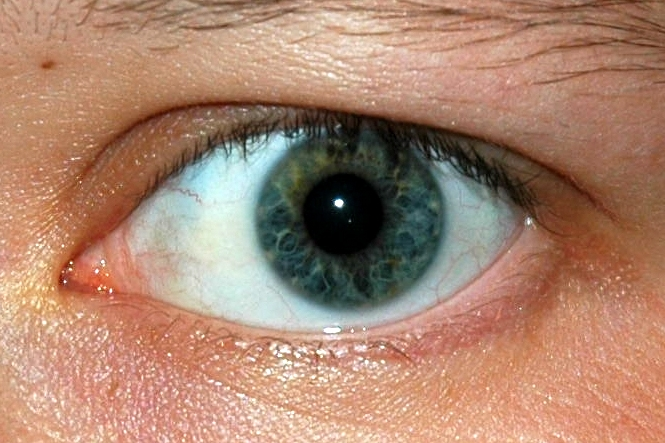
Contato visual.

É uma forma de comunicação não verbal de grande impacto sobre o comportamento social. A continuidade e interpretação do contato ocular, varia entre diferentes culturas. Em muitas espécies, o contato visual é interpretado frequentemente como uma ameaça.

## Significados sociais
O contato visual e as expressões faciais proporcionam valiosas informações sociais e emocionais. Inconscientemente, as pessoas examinam mutuamente seus olhos e rosto em procura de sinais positivos ou negativos sobre seu estado de ânimo. Em algumas situações, a confluência de olhares provocam fortes emoções entre os envolvidos.
Em algumas partes do mundo, particularmente na Ásia oriental, o contato ocular pode provocar mal entendidos entre pessoas de diferentes nacionalidades. Em muitas culturas, como no Leste Asiático e na Nigéria, é respeitoso não olhar nos olhos da pessoa dominante. Já na cultura ocidental isso pode ser interpretado como "olhos evasivos", e a pessoa é mal julgada porque “eles não me olhavam nos olhos”; referências como "olhos evasivos" podem referir-se a suspeitas em relação às intenções ou pensamentos não revelados de um indivíduo. No entanto, a busca de contato visual constante e ininterrupto por parte do outro participante de uma conversa pode muitas vezes ser considerada autoritária ou perturbadora por muitos, mesmo nas culturas ocidentais, possivelmente em um nível instintivo ou subconsciente.
É um elemento essencial no flerte servindo para estabelecer e avaliar os interesses de outra pessoa.
O contato visual implica olhar por uns minutos ou segundos aos olhos de quem está a lhe ouvir, se houver, socialmente permissão para tal.